# Зуев, Аристарх Васильевич
Аристарх Васильевич Зуев (9 [21] апреля 1890, Кундравы, Оренбургская губерния — 2 февраля 1944, Харбин) — генерал-майор (1920). Участник Белого движения в Сибири.

## Биография
Происходил из Оренбургских казаков.
На службе с 1 января 1909 года. Окончил Верхнеуральское Александровское двухклассное училище, в 1911 году — Оренбургское казачье юнкерское училище, позже — офицерскую стрелковую школу. Служил в частях Забайкальского и Оренбургского казачьих войск. 6 июля 1911 года получил звание хорунжий. 8 сентября 1911 года получил звание младший офицер 1-й сотни 5-го Оренбуржского казачьего полка.
Участник Первой мировой войны, был ранен. 8 декабря 1916 года был награждён орденом Святой Анны 3-й степени с мечами и бантом, подъесаул. В 1917 году — командир сотни 2-го запасного полка Оренбургского казачьего войска. В 1918 году имел чин есаула.

### Гражданская война
В 1918 году — помощник Добровольческого казачьего полка, командовал Спасской отдельной сотней, 2-м Кундравинским полком добровольцев, 21-м Оренбургским казачьим полком, войсковой старшина. В марте 1919 года был ранен осколком снаряда. В июне 1919 года получил звание полковник. В 1919—1920 годах — командир 11-го Оренбургского казачьего полка в армии Колчака. Участник Сибирского Ледяного похода. В Приморье командир 2-го Оренбургского казачьего полка Оренбургской казачьей бригады в составе Сводно-казачьей дивизии. С июля 1922 года — командир Отдельной Оренбургской казачьей бригады Земской Рати генерала М. К. Дитерихса.

### Эмиграция
В эмиграции с 1922 года, проживал в Китае. В 1930 году окончил Юридический факультет в Харбине, работал юристом, занимался частной практикой. В 1930-е годы руководил Дальневосточным союзом казаков. С января 1941 года — Советник Главного Бюро по делам российских эмигрантов в Маньчжурии. Атаман Оренбургской казачьей станицы «имени атамана Дутова» в Харбине. Похоронен на Успенском кладбище Харбина.
Публиковал статьи в журнале «Рубеж».

## Работы
- Оренбургские казаки в борьбе с большевизмом. 1918—1922 гг.: Очерки. — Харбин, 1937. — 136 с.